# Comitas ensyuensis
Comitas ensyuensis is een slakkensoort uit de familie van de Pseudomelatomidae. De wetenschappelijke naam van de soort is voor het eerst geldig gepubliceerd in 1977 door Shikama.